# Chromaspirina parma
Chromaspirina parma is een rondwormensoort uit de familie van de Desmodoridae. De wetenschappelijke naam van de soort is voor het eerst geldig gepubliceerd in 1972 door Ott.